# Stolen Moments
« Stolen Moments » est un standard de jazz composé par Oliver Nelson. Il s'agit d'un morceau de 16 mesures, bien que les solos soient basés sur une structure de blues mineur conventionnelle. L'enregistrement de la pièce sur l'album de Nelson de 1961, The Blues and the Abstract Truth, a conduit à ce qu'elle soit plus fréquemment reprise. Des paroles ont été ajoutées par Mark Murphy sur sa version de 1978.

## Histoire
Le morceau est apparu pour la première fois sous le titre « The Stolen Moment » sur l'album Trane Whistle de 1960 d'Eddie « Lockjaw » Davis, qui a été en grande partie écrit et co-arrangé par Oliver Nelson. En fait, les notes de couverture mentionnent seulement que le solo de trompette est de Bobby Bryant (en) et que l'on peut entendre brièvement la clarinette basse d'Eric Dolphy sur la fin du morceau. Cependant, dans les notes de pochette de l'album Eric Dolphy: The Complete Prestige Recordings, Bill Kirchner déclare que Dolphy est crédité à tort sur la partie jouée en fait par le saxophone baryton George Barrow (en), la contribution de Dolphy au morceau étant le second alto derrière Nelson.
Le premier enregistrement du morceau à attirer l'attention est la version figurant sur l'album de Nelson de 1961, The Blues and the Abstract Truth. Ted Gioia décrit cette version comme « un morceau de hard bop plaintif qui utilise pleinement les cuivres présents avec ses voicings riches et étendus ». Gioia observe également « une accroche astucieuse dans la chanson – sa brève résolution vers la tonique majeure à la quatrième mesure de la mélodie, l'un des nombreux rebondissements intéressants dans le tableau original de Nelson ». Le solo de Nelson sur cette version contient « probablement l'utilisation la plus célèbre » de la gamme augmentée (en) dans le jazz.
Le chanteur Mark Murphy a écrit les paroles sur sa version de 1978. Gail Fisher a ensuite écrit des paroles différentes sur la mélodie originale de Nelson. Ils ont été enregistrés pour la première fois sur l'album The Carmen McRae – Betty Carter Duets de 1987. Cette version vocale de « Stolen Moments » a reçu le titre alternatif « You Belong to Her ».

## Enregistrements
- Eddie "Lockjaw" Davis –  Trane Whistle (1960)[2]
- Oliver Nelson – The Blues and the Abstract Truth (1961)[2]
- J. J. Johnson – J.J.! (1964)
- Herbie Mann et Chick Corea – Standing Ovation at Newport (1965)[2]
- Phil Woods – Americans Swinging in Paris (1968)
- Ahmad Jamal – The Awakening (1970)[2]
- Oliver Nelson – Swiss Suite (1972)
- Oliver Nelson – Stolen Moments (1975)
- Kenny Burrell – Moon and Sand (1979)
- Mark Murphy – Stolen Moments (1978)[2]
- Jimmy Raney et Doug Raney – Stolen Moments (1979)
- Carmen McRae et Betty Carter – The Carmen McRae – Betty Carter Duets (1987)[2]
- Grover Washington Jr. – Then and Now (1988)
- Turtle Island Quartet – Turtle Island String Quartet (1988)
- Frank Zappa et Sting – Broadway the Hard Way (1988)[2]
- Lee Ritenour – Stolen Moments (1990)
- Stanley Jordan – Stolen Moments (1991)
- Joe Locke et Kenny Barron – But Beautiful (1991)[2]
- United Future Organization – Stolen Moments: Red Hot + Cool (1994)
- Tina May –  'Time Will Tell...'  (1996)
- Emilie-Claire Barlow – Sings (1998)
- Andy Summers et Victor Biglione – Strings of Desire (1998)
- Kenny Barron, Jay Leonhart et Al Foster – Super Standard (2004)
- Kazumi Watanabe – Mo' Bop III (2011)[3]
- Mary Stallings – Songs Were Made to Sing (2019)